# Ixodes malayensis
Ixodes malayensis är en fästingart som beskrevs av Glen M. Kohls 1962. Ixodes malayensis ingår i släktet Ixodes och familjen hårda fästingar. Inga underarter finns listade i Catalogue of Life.